# 1973年ナント空中衝突事故
1973年ナント空中衝突事故（1973ねんナントくうちゅうしょうとつじこ）は、1973年3月5日に発生した航空事故である。パルマ・デ・マヨルカ空港発ロンドン・ヒースロー空港行きのイベリア航空504便（ダグラス DC-9-32）とマドリード・バラハス空港発ロンドン・ヒースロー空港行きのスパンタックス400便（コンベア 990 コロナード）がフランス西部のナント上空で空中衝突し、イベリア機が墜落した。スパンタックス機はコニャック＝シャトーベルナール空軍基地への緊急着陸に成功した。イベリア機の乗員乗客68人全員が死亡し、スパンタックス機の乗員乗客107人全員が生還した。

## 両便の詳細

### イベリア航空504便
機材のダグラス DC-9-32（EC-BII）は、1967年に初飛行を行い、10,852時間の飛行経験があった。エンジンはプラット・アンド・ホイットニー JT8D-7を2基を搭載していた。
乗員7人乗客61人が搭乗しており、乗客の中にはジミ・ヘンドリックスのマネージャーをかつて勤めていたミシェル・ジェフリーや、実業家遠山直道も含まれていた。衝突により68人全員が死亡した。

### スパンタックス400便
機材のコンベア990 コロナード（EC-BJC）は、1962年4月にアメリカン航空に納入され1967年2月からスパンタックスが使用していた。
乗員8人乗客99人が搭乗していた。衝突による死者は出なかった。

## 事故の経緯
イベリア航空504便とスパンタックス400便は共にロンドンへの飛行を行っており、フランス上空を通過していた。当時、フランスの管制官達がストライキを起こしており、フランス空軍の管制官が空域を飛行する航空機に指示を出していた。
両便は、同じ高度でナントVORへ向かっていた。504便は12時52分にナントVOR上空を29,000フィート (8,800 m)で飛行していた。一方400便は13時丁度にVOR上空を同じ高度で通過するよう指示された。
両便は、モン＝ド＝マルサン空軍基地の管制からブレストへコンタクトするよう指示を受けた。ところが400便は空域の境界付近を飛行していたため、ブレストへコンタクトするようにという指示を聞くことができなかった。400便はナントVORに接近しすぎており、12時40分に指示の確認を管制に求めた。この時、400便はブレストではなくモン＝ド＝マルサンの管制と交信したため、交信がうまくいかなかった。400便は、予定時刻よりも早くナントVORを通過してしまう可能性があったため、付近で360度の旋回をする許可を求めたが応答はなかった。パイロットは管制官からの許可なしに360度旋回を行った。400便は雲の中で同時刻にナントVOR付近を通過していた504便と空中衝突した。
504便は操縦不能に陥り墜落し、400便は左翼に損傷を負ったもののコニャック＝シャトーベルナール空軍基地への緊急着陸に成功した。

## 事故調査
フランス航空事故調査局が調査を行った。
報告書では、管制官と400便とのやり取りが上手くいかなかったことや、400便のパイロットが許可なしに旋回を行ったことが原因であると述べた。